# Tickets.ua
Tickets.ua — український онлайн-оператор, що пропонує авіа-, залізничні та автобусні електронні квитки для подорожей Україною та країнами Європи, трансфери, квитки на події та концерти, бронювання готелів та оформлення страхових полісів.
За підсумками 2013 року компанія Tickets.ua посіла друге місце у рейтингу найбільших компаній Уанету за версію журналу «Forbes Україна».
Партнери Tickets.ua — світові гіганти тревел-бізнесу: Amadeus, Booking.com, TripAdvisor.
Тревел-сервіси (філії) компанії Tickets.ua працюють в США, Німеччині, Польщі, Україні, Росії, Молдові, Білорусі, Казахстані та Азербайджані. Засновник і генеральний директор Tickets.ua — Сергій Кравець.

## Історія
Компанію Tickets.ua засновано в 2009 році як традиційну агенцію з продажу авіаквитків.
Через 2 роки створено систему онлайн-бронювання і всі продажі переведено в неї.
У 2012 році підписано меморандум про стратегічне партнерство між Tickets.ua, провідною глобальною дистрибутивною системою Amadeus і лідером онлайн-продажу туристичних послуг та перевезень КИЙ АВІА.
У 2013 році прибуток компанії склав 120 млн доларів. Розширилося портфоліо послуг: до авіа- та залізничних квитків додалися страхові поліси, готелі, автобусні перевезення. Було створено перший в Україні Незалежний рейтинг авіакомпаній. В основі рейтингу — відгуки користувачів компанії Tickets.ua та їх оцінка роботи авіаперевізників. Компанія вийшла на тревел-ринки Польщі та Азербайджану.
У 2014 році загальна кількість пасажирів, що скористались послугами Tickets.ua, перевищила 2,5 мільйони. На сайті з'явилися нові послуги: квитки на європейські залізниці, трансфери, квитки на події та концерти. Вперше на українському тревел-ринку було реалізоване динамічне пакетування — послуга «Сіті-Брейк» (авіаквитки + готелі). Почалось представлення тревел-послуг від Tickets.ua на ринку Молдови.
У 2015 році Tickets.ua стало першим агентством Східної Європи, яке запровадило сервіс Amadeus Ticket Changer: інструмент, що дозволяє пасажиру самостійно переоформити квитки в системі Amadeus за стандартами ІАТА.

## Система бронювання
У системі Tickets.ua доступні декілька способів оплати квитків та послуг:
- Оплата банківською карткою
- Приват24
- Webmoney
- На рахунок у будь-якому банку України
- Безготівковим розрахунком (для юридичних осіб)
- Через термінали iBox

Передача платіжних даних клієнтів Tickets.ua захищена сертифікатом SSL 128 біт, підписаним компанією Thawte. Сайт відповідає стандартам безпеки платіжних систем Visa і MasterCard (PCI compliancy).

## Портфоліо послуг
1. Авіаквитки.
2. Залізничні квитки на потяги, що курсують територією України та країн СНД.
3. Європейські залізниці:
  1. Renfe — Іспанія, Франція.
  2. Trenitalia — Італія.
  3. British Rail (ATOC) — Англія, Шотландія, Уельс.
  4. Scandinavian Rail — Норвегія, Швеція, Фінляндія, Данія.
  5. Eurostar — Велика Британія, Франція, Бельгія.
4. Аероекспрес — потяги, що курсують між вокзалами та аеропортами Москви.
5. Автобуси — рейси Україною і Європою від 150-ти перевізників.
6. Готелі — готелі та хостели усього світу.
7. Сіті-брейк — пакетна пропозиція (авіа + готель).
8. Страховки — електронні страхові поліси різних типів.
9. Квитки на концерти і події в містах України.

## Рейтинг авіакомпаній
Система оцінювання авіакомпаній пасажирами — власна розробка Tickets.ua, котра наразі не має аналогів на українському ринку туристичних послуг.
Пасажири можуть оцінювати роботу авіакомпаній, послугами яких вони скористалися. Оцінка відбувається за п'ятибальною шкалою, для оцінювання пропонується понад 100 критеріїв.
Основна група показників — загальна оцінка авіакомпанії: загальне враження про перевізника, яке залишилося у пасажира після перельоту, його готовність знову скористатися послугами авіакомпанії або рекомендувати її друзям.
Пасажир має змогу оцінити зручність процедури реєстрації на рейс, процес посадки в літак, роботу авіакомпанії в аеропорту, якість сервісу на борту, стан літака.
Головна мета рейтингу — отримати максимально об'єктивну і всебічну оцінку роботи авіакомпаній, квитки на рейси яких продаються на сервісі Tickets.ua.

## Ключові показники
Щоденно Tickets.ua продає більш ніж 2 000 квитків. Добова відвідуваність — 60 000 користувачів.

## Ліцензії і сертифікати Tickets.ua
- Сертифікат ІАТА (Міжнародна Асоціація Повітряного Транспорту)[5]
- Сертифікат Державіаадміністрації[6] на право продажу авіаційних перевезень
- Свідоцтво про володіння торговою маркою Tickets
- Сертифікат Payment Card Industry Data Security Standard (PCI DSS)

## Партнери
Tickets.ua підтримують партнерські стосунки з такими компаніями, як:
- Amadeus CRS[en]
- Booking.com
- TripAdvisor
- Content Inn
- Островок

## Ринки
Тревел-сервіси компанії працюють в:
- Україні
- США
- Німеччині
- Польщі
- Молдові
- Казахстані
- Азербайджані

## Офіси компанії
Офіси компанії Tickets.ua знаходяться у Львові та у Києві. Загальна кількість працівників — більш ніж 200.